# Ален Халілович
Ален Халілович (хорв. Alen Halilović; нар. 18 червня 1996 року, Дубровник, Хорватія) — хорватський футболіст, Атакувальний півзахисник.

## Клубна кар'єра

### «Динамо Загреб»
Халілович почав свою кар'єру на молодіжнім рівні за «Динамо» Загреб. В червні 2012 року він підписав професійний контракт з клубом. 27 вересня 2012 року дебютував за першу команду, в матчі, де його команда отримала перемогу 3-1 над «Хайдуком». Тим самим він став наймолодшим гравцем в історії загребської команди, зігравши матч в віці 16 років і 112 днів. В наступному турі чемпіонату Хорватії з футболу, в матчі проти «Славені» Белупо забив свій перший гол в професійній кар'єрі і тим самим став наймолодшим бомбардиром в історії чемпіонату. 24 жовтня дебютував в Лізі чемпіонів, в матчі проти французького «Парі Сен-Жермен».

### «Барселона»
27 березня 2014 року було оголошено, що Ален підписав п'ятирічний контракт з іспанською «Барселоною». Свої виступи в Іспанії розпочав у «Барселоні Б», за основну команду «Барси» провів одну гру в Кубку Іспанії.
Сезон 2015/16 провів, граючи на умовах оренди у Ла-Лізі за хіхонський «Спортінг», де був стабільним гравцем основного складу.

### «Гамбург»
Влітку 2016 року перейшов до німецького «Гамбурга», підписавши чотирирічний контракт. Провівши за півроку сім матчів за гамбурзьку команду у всіх турнірах, на початку 2017 року повернувся до Іспанії, на орендних умовах приєднавшись до «Лас-Пальмаса», в якому відіграв півтора сезони.

### «Мілан»
Влітку 2018 року новим клубом гравця став італійський «Мілан». За досить звичним для себе сценарієм через півроку після переходу, провівши за цей час три гри за «россонері» у Лізі Європи, був відправлений в оренду, цього разу до бельгійського «Стандарда» (Льєж).

## Виступи за збірні
2010 року дебютував у складі юнацької збірної Хорватії (U-14), загалом на юнацькому рівні взяв участь у 25 іграх, відзначившись 8 забитими голами.
З 2014 року залучався до складу молодіжної збірної Хорватії. На молодіжному рівні зіграв у 15 офіційних матчах, забив чотири голи.
2013 року дебютував в офіційних матчах у складі національної збірної Хорватії.

## Статистика виступів

### Статистика клубних виступів
Станом на 11 червня 2019 року
| Сезон                       | Команда                     | Чемпіонат                   | Чемпіонат | Чемпіонат | Національний кубок | Національний кубок | Національний кубок | Континентальні кубки | Континентальні кубки | Континентальні кубки | Інші змагання | Інші змагання | Інші змагання | Усього | Усього |
| Сезон                       | Команда                     | Ліга                        | Ігор      | Голів     | Ліга               | Ігор               | Голів              | Ліга                 | Ігор                 | Голів                | Ліга          | Ігор          | Голів         | Ігор   | Голів  |
| --------------------------- | --------------------------- | --------------------------- | --------- | --------- | ------------------ | ------------------ | ------------------ | -------------------- | -------------------- | -------------------- | ------------- | ------------- | ------------- | ------ | ------ |
| 2012–13                     | «Динамо» (Загреб)           | 1ХФЛ                        | 18        | 2         | КХ                 | 0                  | 0                  | ЛЧ                   | 3                    | 0                    | -             | -             | -             | 21     | 2      |
| 2013–14                     | «Динамо» (Загреб)           | 1ХФЛ                        | 26        | 5         | КХ                 | 6                  | 1                  | ЛЧ+ЛЄ                | 3+5                  | 0                    | SC            | 1             | 0             | 41     | 6      |
| Усього за «Динамо» (Загреб) | Усього за «Динамо» (Загреб) | Усього за «Динамо» (Загреб) | 44        | 7         |                    | 6                  | 1                  |                      | 11                   | 0                    |               | 1             | 0             | 62     | 8      |
| 2014–15                     | «Барселона Б»               | СД                          | 30        | 4         | -                  | -                  | -                  | -                    | -                    | -                    | -             | -             | -             | 30     | 4      |
| 2014–15                     | «Барселона»                 | ПД                          | 0         | 0         | КІ                 | 1                  | 0                  | ЛЧ                   | 0                    | 0                    | -             | -             | -             | 1      | 0      |
| 2015–16                     | «Спортінг» (Хіхон)          | ПД                          | 36        | 3         | КІ                 | 1                  | 2                  | -                    | -                    | -                    | -             | -             | -             | 37     | 5      |
| 2016-січ. 2017              | «Гамбург»                   | БЛ                          | 6         | 0         | КН                 | 1                  | 1                  | -                    | -                    | -                    | -             | -             | -             | 7      | 1      |
| січ.-черв. 2017             | «Лас-Пальмас»               | ПД                          | 18        | 0         | КІ                 | 0                  | 0                  | -                    | -                    | -                    | -             | -             | -             | 18     | 0      |
| 2017–18                     | «Лас-Пальмас»               | ПД                          | 20        | 2         | КІ                 | 1                  | 0                  | -                    | -                    | -                    | -             | -             | -             | 21     | 2      |
| Усього за «Лас-Пальмас»     | Усього за «Лас-Пальмас»     | Усього за «Лас-Пальмас»     | 38        | 2         |                    | 1                  | 0                  |                      | -                    | -                    |               | -             | -             | 39     | 2      |
| 2018-січ. 2019              | «Мілан»                     | A                           | 0         | 0         | КІ                 | 0                  | 0                  | ЛЄ                   | 3                    | 0                    | СІ            | 0             | 0             | 3      | 0      |
| січ.-черв. 2019             | «Стандард» (Льєж)           | ЖПЛ                         | 6+8       | 0         | КБ                 | 0                  | 0                  | ЛЄ                   | 0                    | 0                    | -             | -             | -             | 14     | 0      |
| Усього за кар'єру           | Усього за кар'єру           | Усього за кар'єру           | 168       | 16        |                    | 10                 | 4                  |                      | 14                   | 0                    |               | 1             | 0             | 193    | 20     |

### Статистика виступів за збірну
Станом на 11 червня 2019 року
| Дата       | Місто      | Господарі      | Результат | Гості       | Турнір            | Голи | Примітки |
| ---------- | ---------- | -------------- | --------- | ----------- | ----------------- | ---- | -------- |
| 10-6-2013  | Женева     | Хорватія       | 0 – 1     | Португалія  | товариський матч  | -    | 50'      |
| 14-8-2013  | Вадуц      | Ліхтенштейн    | 2 – 3     | Хорватія    | товариський матч  | -    | 66'      |
| 10-9-2013  | Чонджу     | Південна Корея | 1 – 2     | Хорватія    | товариський матч  | -    | 72'      |
| 4-9-2014   | Пула       | Хорватія       | 2 – 0     | Кіпр        | товариський матч  | -    | 69'      |
| 9-9-2014   | Загреб     | Хорватія       | 2 – 0     | Мальта      | Відбір до ЧЄ 2016 | -    | 67'      |
| 13-10-2014 | Осієк      | Хорватія       | 6 – 0     | Азербайджан | Відбір до ЧЄ 2016 | -    | 60'      |
| 12-11-2014 | Лондон     | Аргентина      | 2 – 1     | Хорватія    | товариський матч  | -    | 46'      |
| 23-3-2016  | Осієк      | Хорватія       | 2 – 0     | Ізраїль     | товариський матч  | -    | 51'      |
| 27-5-2016  | Копривниця | Хорватія       | 1 – 0     | Молдова     | товариський матч  | -    | 46'      |
| 11-6-2019  | Вараждин   | Хорватія       | 1 – 2     | Туніс       | товариський матч  | -    | 58'      |
| Усього     |            | Матчів         | 10        |             | Голів             | 0    |          |

## Титули і досягнення
- Чемпіон Хорватії (2):

«Динамо» (Загреб):  2012–13, 2013–14
- Володар Суперкубка Хорватії (1):

«Динамо» (Загреб):  2013